# میش نو
میش نو یک روستا در ایران است که در استان خراسان جنوبی و در شهرستان سربیشه واقع شده‌است. میش نو ۵۱ نفر جمعیت دارد.این روستا از توابع دهستان درح میباشد.